# West, Mississippi
West är en ort i Holmes County, Mississippi, USA.